# Matthieu Vaxivière

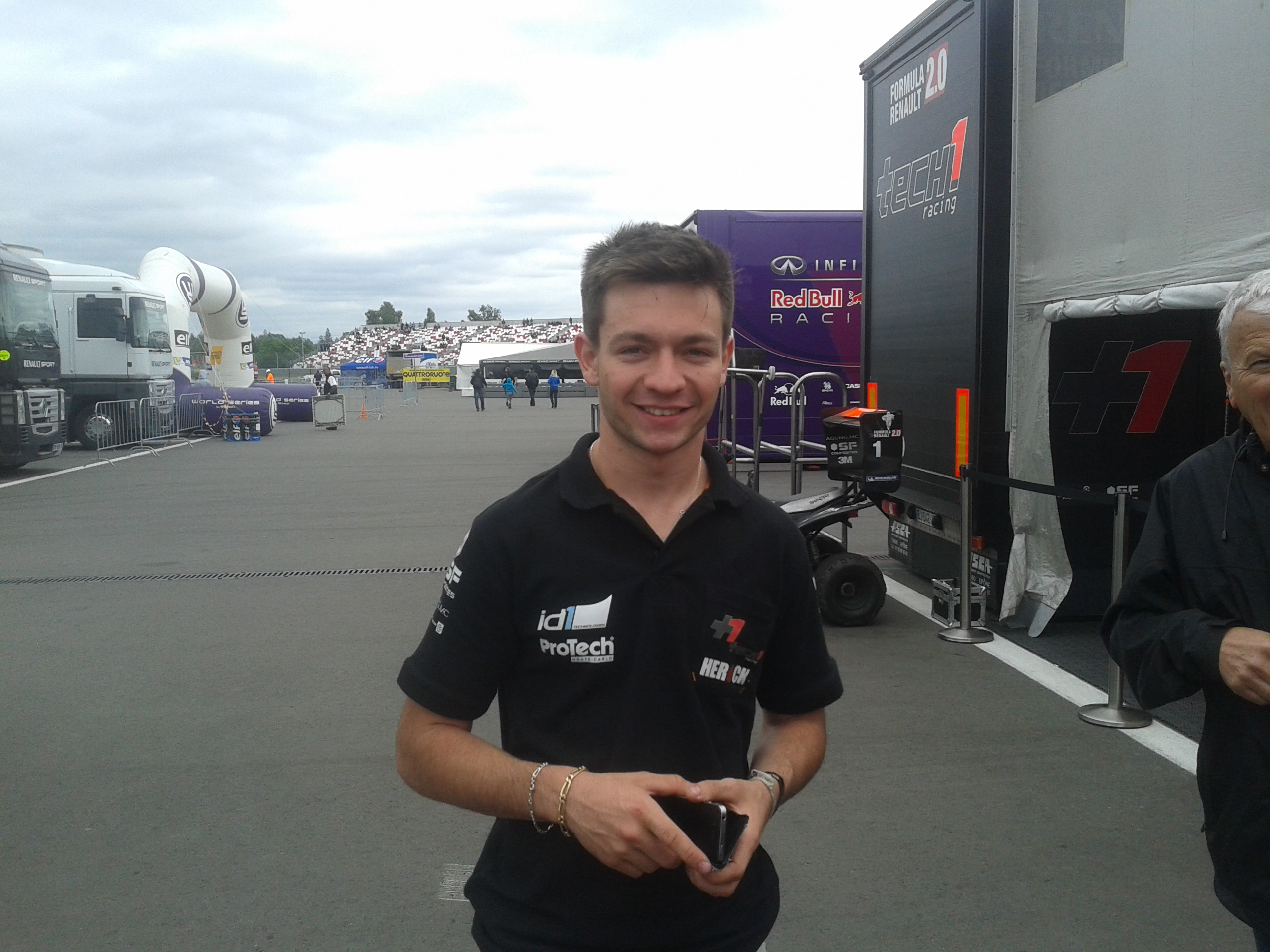
Matthieu Vaxivière

Matthieu Vaxivière (Limoges, 3 december 1994) is een Frans autocoureur.

## Carrière
Vaxivière maakte in 2005 zijn debuut in het karting. Hierin reed hij in het Franse kartkampioenschap. In 2010 maakte hij de overstap naar de sportcars, waar hij in de MitJet Series reed. Met één podiumplaats eindigde hij hier als negende in het kampioenschap.
In 2011 maakte Vaxivière zijn debuut in het formuleracing in het Franse Formule 4-kampioenschap. Met drie overwinningen en zeven andere podiumplaatsen won hij het kampioenschap met 26 punten voorsprong op Andrea Pizzitola.
In 2012 stapte Vaxivière over naar de Eurocup Formule Renault 2.0, waar hij ging rijden voor het team Tech 1 Racing. Hij kende een moeilijk debuutseizoen, waarin hij enkel in de laatste race op het Circuit de Catalunya een punt wist te scoren, waardoor hij als 29e in het kampioenschap eindigde. Ook nam hij deel aan verschillende raceweekenden in de Formule Renault 2.0 Alps voor Tech 1, waarin hij met één podiumplaats in de Grand Prix de Pau en 29 punten als veertiende eindigde.
In 2013 bleef Vaxivière rijden in de Eurocup voor Tech 1. In het eerste raceweekend op het Motorland Aragón domineerde hij door in beide races de pole position, de snelste ronde en de overwinning te behalen. Na dit weekend wist hij echter nog maar tweemaal punten te scoren en in het laatste raceweekend nam hij niet meer deel. Uiteindelijk eindigde hij als tiende in het kampioenschap met 57 punten. Ook nam hij als gastcoureur deel aan vier races in de Franse Porsche Carrera Cup. Hij eindigde in alle races op het podium, waarbij hij één overwinning behaalde.
In 2014 stapt Vaxivière over naar de Formule Renault 3.5 Series, waar hij gaat rijden voor het team Lotus. Hij moest door een blessure twee raceweekenden missen, maar werd desondanks achtste in het kampioenschap met podiumplaatsen op de Nürburgring en het Circuit Paul Ricard.
In 2015 bleef Vaxivière in de Formule Renault 3.5 rijden voor Lotus. Daarnaast was hij voor het eerst onderdeel van het Lotus F1 Junior Team, het opleidingsprogramma van het Formule 1-team Lotus. In het eerste raceweekend op het Motorland Aragón behaalde hij zijn eerste overwinning. Met nog twee overwinningen op Spa-Francorchamps en de Red Bull Ring eindigde hij achter Oliver Rowland als tweede in het kampioenschap met 234 punten.
In 2016 werd de naam van het kampioenschap veranderd in Formule V8 3.5. Vaxivière kwam hierin uit voor het nieuwe team Spirit of Race, dat later de naam veranderde naar SMP Racing. Afgaande op zijn voorgaande jaar beleefde hij een teleurstellend seizoen, met enkel zeges op Spa-Francorchamps en de Red Bull Ring. Hiermee zakte hij naar de zesde plaats in de eindstand met 175 punten.
In 2017 maakte Vaxivière de overstap naar het FIA World Endurance Championship, waarin hij in de LMP2-klasse uitkwam voor het team TDS Racing met Emmanuel Collard en François Perrodo als teamgenoten. Daarnaast maakte hij dat jaar zijn debuut in de GP3 Series bij het team DAMS als vervanger van de naar de Formule 2 vertrokken Santino Ferrucci vanaf het raceweekend op de Hungaroring.